# Kolej polowa zakładu Sodawerk Staßfurt
Kolej polowa zakładu Sodawerk Staßfurt – kolej polowa w Staßfurcie, w powiecie Salzland, w niemieckim kraju związkowym Saksonia-Anhalt. Kolej służy przewozowi wapienia. Rozstaw szyn wynosi 600 mm. Trasa kolei jest jednotorowa i zelektryfikowana, w związku z czym kursują po niej składy towarowe prowadzone przez lokomotywy elektryczne.

## Wydobywanie surowców
Do produkcji węglanu sodu konieczne są trzy surowce: sól kamienna, wapień oraz węgiel. Zelektryfikowana kolej polowa zakładu Sodawerk Staßfurt wykorzystywana jest do transportowania wapienia z należącego do zakładu kamieniołomu. Wapień jest wydobywany metodą odkrywkową, rozdrabniany kruszarką i składowany w magazynie, który znajduje się przy kamieniołomie.

## Historia
Bogate złoża wapienia skłoniły zakłady chemiczne Magdeburg-Buckau AG do założenia dnia 27 lipca 1882 r. oddziału w Staßfurcie. Tuż po otwarciu zakładu panowało tak duże zapotrzebowanie na wapień, że do przewozu urobku nie wystarczała trakcja konna i nie można było zrealizować w całości zamówień na dostawy wapienia. Z tego też powodu postanowiono o zbudowaniu kolei polowej, aby efektywniej przewozić skały wydobyte w kopalniach w Staßfurcie i Förderstedt do zakładu produkcji węglanu wapnia w Staßfurcie.

## Przebieg trasy

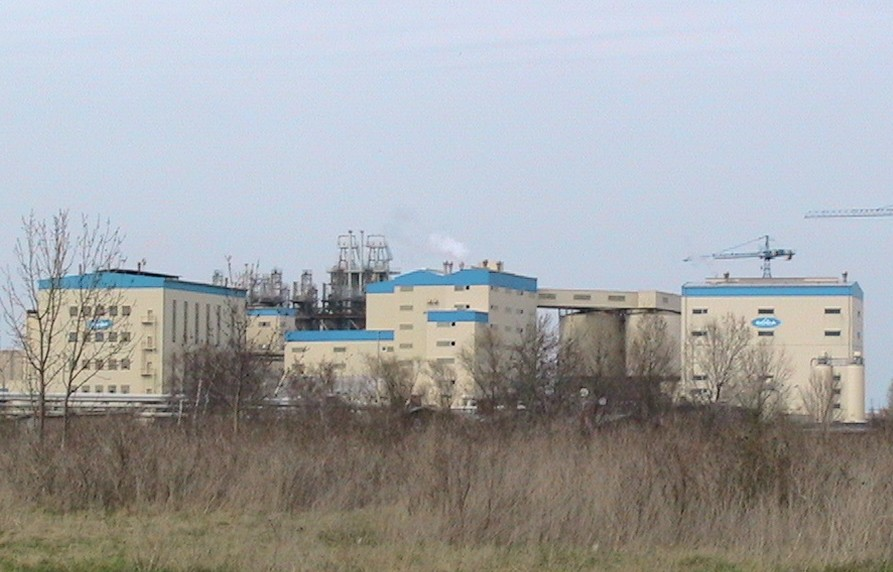
Sodawerk Staßfurt

Przy magazynie wapienia, punkcie początkowym kolei polowej, znajduje się zespół budynków warsztatu i lokomotywowni, w której stacjonuje sześć lokomotyw typu EL12. Składy towarowe zestawiane są z jednej lokomotywy i czterech otwartych wagonów towarowych. W razie potrzeby pociągi kursują także w weekendy oraz dni świąteczne.
Lokomotywownia i magazyn kopalni wapienia położone są bezpośrednio przy drodze krajowej łączącej Staßfurt z Förderstedt. Torowisko kolei polowej przebiega równolegle do tej drogi aż do skrzyżowania z linią kolejową Schönebeck – Güsten.

## Inne koleje zakładu
Do zakładu Sodawerk Staßfurt prowadziła normalnotorowa bocznica z dworca w Staßfurcie, którą kursowały składy towarowe ciągnięte przez parowozy bezogniowe. W 2001 r. po linii kursowały 1-2 pociągi dziennie.
Do 1992 r. na terenie zakładu znajdowała się także linia kolei spalinowej o rozstawie szyn 600 mm. Ostatnim typem eksploatowanego na niej taboru były lokomotywy LKM Ns2f.